# Lenguas pende
Las lenguas pende o holu son una divisió de las lenguas bantúes, codificada como zona L.10 en la clasificación de Guthrie. De acuerdo con Nurse y Philippson (2003), formarían un grupo filogenético válido, junto con algunas lenguas de la zona H:
(L10) Pende, Samba-Holu, Kwese, (H10) Suundi, (H40) Mbala
Maho (2009) añade el sonde al grupo L.10.

## Comparación léxica
Los numerales en diferentes lenguas pende son:
| GLOSA | Phende  | Mbala    | PROTO- PENDE |
| ----- | ------- | -------- | ------------ |
| '1'   | giŋoʃi  | -moʃi    | *-mo-ʃi      |
| '2'   | yadi    | -bali    | *-badi       |
| '3'   | itatu   | -satu    | *-tatu       |
| '4'   | iwana   | -gwana   | *-wa-na      |
| '5'   | itanu   | -lanu    | *-tanu       |
| '6'   | isamanu | sambanu  | *sambanu     |
| '7'   | sambadi | samboeli | *sambadi     |
| '8'   | nage    | ki-nana  | *nana        |
| '9'   | diva    | li-bwoa  | *li-bwa      |
| '10'  | kumi    | gumi     | *kumi        |